# Еквадорська федерація футболу
Еквадорська федерація футболу (ісп. Federación Ecuatoriana de Fútbol або FEF) — головний орган управління футболом в Еквадорі. Заснована у 1925 році та стала членом ФІФА у 1926. Еквадорська федерація є членом КОНМЕБОЛ та відповідає за збірну Еквадору з футболу. Штаб-квартира знаходиться у Гуаякілі.